# Liste der Naturdenkmale in Erlenbach (Landkreis Heilbronn)
| Naturdenkmale | Anzahl |
| ------------- | ------ |
| FND           | 2      |
| END           | 1      |
| Gesamt        | 3      |

Die Liste der Naturdenkmale in Erlenbach nennt die verordneten Naturdenkmale (ND) der im baden-württembergischen Landkreis Heilbronn liegenden Gemeinde Erlenbach. In Erlenbach gibt es insgesamt drei als Naturdenkmal geschützte Objekte, davon zwei flächenhafte Naturdenkmale (FND) und ein Einzelgebilde-Naturdenkmal (END).
Stand: 31. Oktober 2016.

## Flächenhafte Naturdenkmale (FND)
| Name                                 | Bild | Kennung     | Einzelheiten | Position | Fläche Hektar | Datum         |
| ------------------------------------ | ---- | ----------- | ------------ | -------- | ------------- | ------------- |
| Schilfsandstein-Steinbruch Einsiedel | BW   | 81250270001 | Erlenbach    | ⊙        | 0,7           | 18. Juli 1986 |
| Schilfsandstein-Steinbruch Kayberg   | BW   | 81250270002 | Erlenbach    | ⊙        | 1,1           | 18. Juli 1986 |
| Legende für Naturdenkmal             |      |             |              |          |               |               |

## Einzelgebilde (END)
| Name                     | Bild | Kennung     | Einzelheiten | Position | Fläche Hektar | Datum         |
| ------------------------ | ---- | ----------- | ------------ | -------- | ------------- | ------------- |
| 1 Rosskastanie           |      | 81250270003 | Erlenbach    | ???      | 0,0           | 18. Juli 1986 |
| Legende für Naturdenkmal |      |             |              |          |               |               |